# Montcresson
 Montcresson  es una población y comuna francesa, situada en la región de Centro, departamento de Loiret, en el distrito de Montargis y cantón de Châtillon-Coligny.

## Demografía
| 654 | 610 | 652 | 883 | 1161 | 1266 |
| Para los censos de 1962 a 1999 la población legal corresponde a la población sin duplicidades (Fuente: INSEE [Consultar]) |     |     |     |      |      |